# Benito Murúa López
Benito Murua y López-Adán (Algete, 1846-La Vid y Barrios, 1912) fue un clérigo español, obispo de Lugo, arzobispo de Burgos y senador en las Cortes.

## Biografía
Hijo de Francisco Murua y Catalina López-Adán, nació el 21 de marzo de 1846 en la localidad madrileña de Algete. Durante un tiempo estudió en Madrid en el Instituto San Isidro y se graduó de bachiller en Corbán. Ingresó en Seminario de Santander donde se ordenó como subdiácono en 1868. 

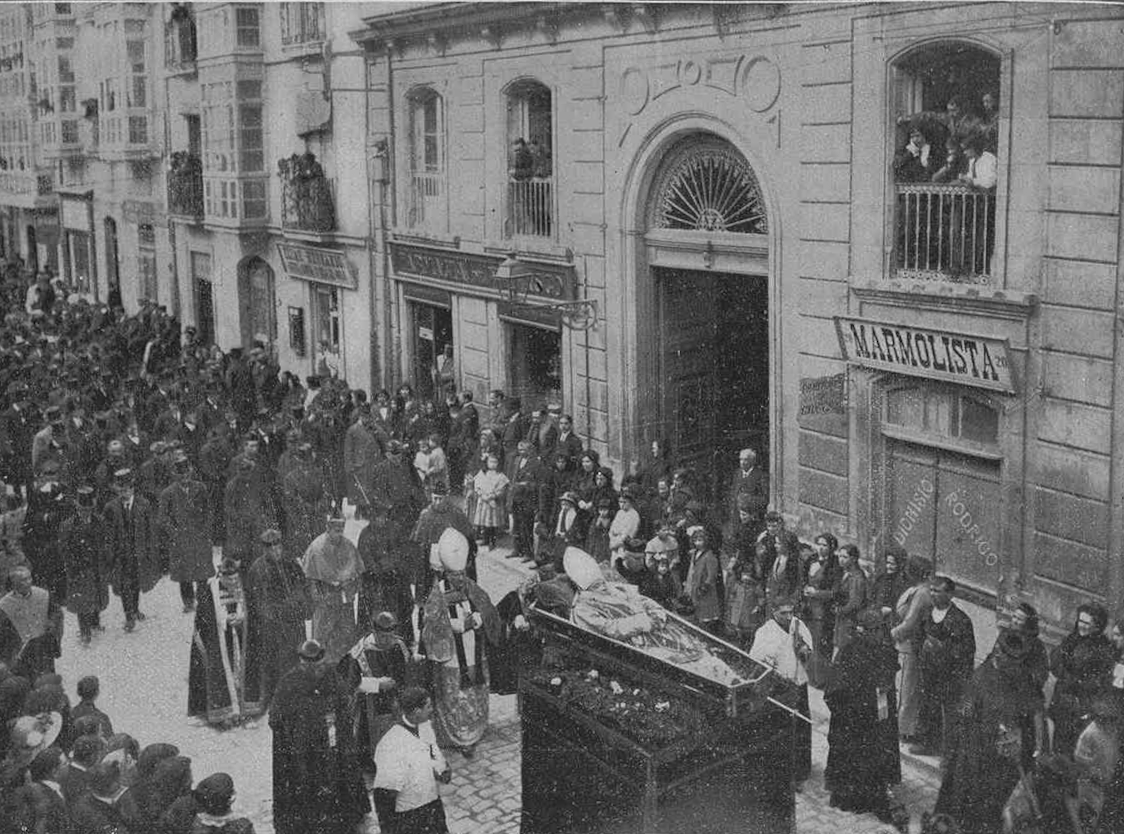
Procesión fúnebre tras la muerte del arzobispo en la calle Laín Calvo de Burgos (1912)

En 1872, a la edad de veintiséis años, obtuvo el título de doctor en Teología en el Seminario Central de Toledo, mismo seminario en el que a los treinta y un años de edad obtuvo el título de doctor en Derecho Canónigo. Hasta 1894 se desempeñó como  arcipreste y previsor de Cádiz, ciudad en la que fue consagrado y ordenado obispo. Se mudó a Lugo para ocupar el cargo de obispo y en dicha ciudad en 1897 fue nombrado hijo adoptivo. Fue senador, tanto por el Arzobispado de Santiago de Compostela como, más adelante y siendo arzobispo de Burgos, por derecho propio.
El 29 de abril de 1909 fue ordenado como el 81.º arzobispo de Burgos. Murió el 29 de octubre de 1912, en el convento de agustinos de La Vid. Fue inhumado el 30 de octubre en la capilla del Santísimo Cristo en el interior de la catedral de Burgos.